# مجلس جامنيا
مجمع يبنه أو يفنه (أيضًا: مجمع يامنيا أو جامنيا Jamnia يامنيا هو الاسم اليوناني للمكان)، مصطلح تشير به الأبحاث إلى مجمع للسلطات الدينية اليهودية بعد تدمير معبد القدس في 70 م. بهدف إعادة تنظيم الديانة اليهودية. في سياق هذه المشاورات في يبنه انفصل الفقهاء من جانب واحد عن المسيحية اليهودية.
احتوت الترجمة الموحدة للكنيسة الكاثوليكية المنشورة في عام 1980 وحتى أحدث مراجعة (2016) لها على جدول زمني عن تاريخ الكتاب المقدس واحتوى على المعلومات التالية: "نحو عام 100" مجمع يامنيا: استبعاد اليهود المسيحيين من الكنيس. "  ولكن منذ الثمانينيات، ابتعدت الأبحاث أكثر فأكثر عن هذا المجمع.

## الاسفار المحذوفة

### الاسفار التي تم استبعاده
1ـ سفر طوبيا. 2 ـ سفر يهوديت. 3 ـ تتمة سفر أستير. 4 ـ سفر الحكمة. 5 ـ سفر يشوع بن سيراخ. 6 ـ تتمة سفر دانيال. ـ سفر نبوة باروخ. 8 ـ سفر المكابين الأول. 9 ـ سفر المكابين الثاني. وإضافة إلى: 10 ـ المزمور المائة والواحد والخمسون. 11 ـ صلاة منسى الملك.

## بصمة المصطلح
صاغ هاينريش غرتز مصطلح «سينودس يامنيا» عام 1871م. إذ تصور أنه كان هناك سلسلة من اجتماعات للمجمع. فقط هيئة مخولة بالسلطة هي التي سمحت بتحديد الكتب التي تنتمي إلى الكتب المقدسة القانونية (تناخ). إلا أن الظرف كان «صاخبًا» في المجمع الأخير في القدس قبل وقت قصير من غزو الروم للمدينة. لدواعي الظرف، «لم تسجل وقائع مفاوضات هذا المجمع»، وبالتالي كانت هناك خلافات فيما بعد حول الكتب التي أعلن مجمع اورشليم أنها قانونية. لهذا السبب أُدرج الموضوع «في مجمع لاحق: مجمع يبنه» على جدول الأعمال مرة أخرى. طور غرتز صورة لمجمع بينه تأثرت بشدة بوقته وثقافته.

## اجتماع المجمع
يشير أي شخص يبدأ من لقاء في مجمع يبنه إلى فقرة يديم (III,5) في مشناه: في اليوم الذي جرى فيه تنصيب العزر بن عزريه كبطريرك بدلاً من جمليائيل الثاني (الذي تنحى لفترة وجيزة)، كان السبعة والسبعون شيخًا قد اتخذوا قرارًا إيجابيًا حول قانونية سفر نشيد الأنشاد وسفر الجامعة.
في عام 1978م، افترض بيتر شيفر أنه كان هناك بالفعل مثل هذا الاجتماع، ولكن لم يكن الأمر يتعلق بالانفصال عن المسيحية ولكن لتوضيح القضايا المثيرة للجدل التي اختلفت فيها مدرستا هيليل وشاماي. وكانت نتائج المناقشات فصل المشناه عديوت، أقدم مجموعة هالاخاه.

## تثبيت التناخ القانوني اليهودي
جرى تحديد نطاق الكتب اليهودية (تناخ) في عملية استغرقت قرونًا لتبدأ بالكتب الخمسة لتوراة. وفي يبنه، بحسب المشناه، تمت مناقشة مسألة ما إذا كانت نصوص الجامعة ونشيد الأنشاد تنتمي إلى الكتاب المقدس القانوني. وقد تقرر ضمها، ولكن دون نجاح تام، إذ استمر النقاش حولها (وفقًا لنفس المشنا).
في مقدمة العهد القديم، التي كتبها إيسفلدت Otto Eißfeldt رأى أن المسيحية «أصبحت خطرة من الخارج» على الايمان اليهودي، وكانت السبب لتحديد نطاق التناخ القانون اليهودي في يبنه، وذهب غيس Hartmut Gese خطوة أخرى إلى الأمام: «من الجانب اليهودي، لم يكن هناك اعتراف أكبر ممكن بما يجري في العهد الجديد، من أن يختم بناء التقاليد على مستوى العهد القديم.» 
قي المقابل، رأى بيتر شيفر Peter Schäfer المجمع على أنه يتعامل مع عملية توضيح يهودية داخلية: «لم يكن فصل اليهود والمسيحيين [...] إعلان إرادة يهودية أحادية الجانب على الإطلاق، بل عملية امتدت على مدى فترة طويلة من الوقت، كان لكل من الطرفين تأثير فيها.»  هذا يشكل اتقاق علمي اليوم.

## بركت همينيم (لعن أهل البدع)

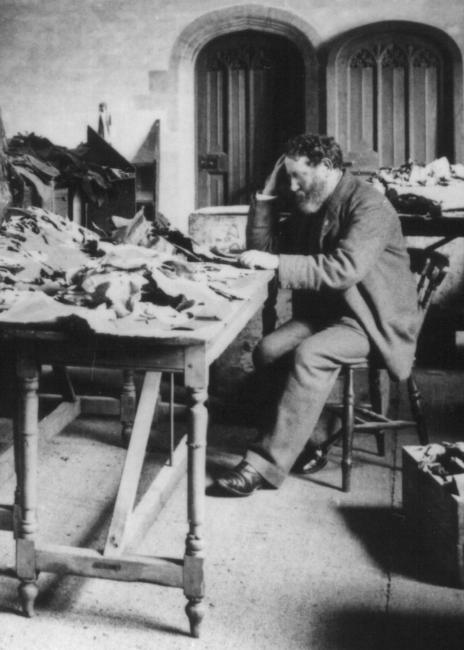
شيشتر Solomon Schechter يدرس نصوص جنيزا القاهرة (حوالي 1895 م)

بركت همينيم ברכת המינים (لعن أهل البدع)
وفقًا للتلمود البابلي، قام شموال هفطن שמואל הקטן بتكليف ربان جمليال גמליאל بإنشاء نص تم إدراجه في شمون عشر (صلاة الالتماس الثمانية عشر) في مجمع يبنه. وبهذه الطريقة، وسع أحد النصوص الأساسية للدين اليهودي ليشمل لعن المنبتدعين (مينيم)، مما أدى إلى اللعن الذاتي لأي مبتدع موجودون في الكنيس، وبالتالي أبعدهم عن صلوات الكنيس.
بعد أن كان صموئيل كراوس قد أشار في عام 1893م إلى أن أدبيات البطاركة تزعم مرارًا أن المؤمنين بالمسيح يلعنون ثلاث مرات في اليوم في الكنس، ورأى في شمون عشر بمثابة إشارة على ذلك، وحققت هذه الفرضية من قبل إسمار إلبوغن Ismar Elbogen صلاحية قانونية تقريبا. كتب إلبوغن عام 1913 م في عمله القياسي، العبادات اليهودية في تطورها التاريخي : «لا يمكن أن يكون هناك شك كبير في أن صلاتنا تتعلق بالفعل بالمسيحيين؛ فقد كانت إحدى وسائل الفصل التام بين الديانتين.»  في غضون ذلك، نشر سليمان شيشتر نصًا لم يخضع للرقابة من صلاة الالتماس الثمانية عشر (شمون عشر) التي تم اكتشافها في جنيزا القاهرة، والتي بالإضافة إلى«المبتدعين»(مينيم) تلعن «الناصريين»(نُصريم):
«لا أمل للمرتدين، والمملكة المتكبرة تسرع إلى الفناء في أيامنا، وقد يمر الناصريون والمبتدعة مثل لحظة، ويمحون من كتاب الحياة ولا يكتبوا مع الصالحين. الحمد لك يا رب يا من تهين المتكبرين.» 
تُفهم «المملكة المتكبرة» عمومًا على أنها السلطات الرومية. عدا عن ذلك، وفقا لبيتر شيفر، لعنت مختلف الجماعات اليهودية المنشقة، من بين آخرين، ولكن ليس على وجه الحصر «الناصريون». ربما لم يكونوا تحت النظر عند صياغة النص الأصلي لبركت همينيم.

## وجهة نظر اليوم
اليوم، يُنظر إلى لقاء مجمع يبنه على أنه حكاية حاول فيها الأدب الرابيني التقليدي استعاديًا تسليط الضوء على البداية الجديدة بعد كارثة عام 70 م كحدث موحد بقيادة السلطات المعترف بها. لذلك أصبح من الشائع الحديث عن «زمن يبنه» الذي استمر حتى انتفاضة بار كوخبا. في هذه الفترة الزمنية، حدثت عمليات إيجاد الهوية في اليهودية. كانت يبنه بلا شك مكانًا مركزيًا. في الأدبيات التقليدية، أصبحت «العمليات المتنوعة والخلافية والمترددة، حدثًا لمرة واحدة.» 

## المؤلفات
- هوبرت فرانكيمول: اليهودية المبكرة والمسيحية المبكرة: عصور ما قبل التاريخ - بالطبع - الآثار . كولهامر، شتوتجارت 2006. ISBN 3-17-019528-X .
- هاينريش جريتز : كوهيليت أو خطيب سليمان (الملحق الأول: الشريعة ونهايتها ). لايبزيغ 1871.
- بيتر شيفر: ما يسمى بمجمع جبني. حول الفصل بين اليهود والمسيحيين في الأول / الثاني مئة عام قبل الميلاد . في: دراسات حول تاريخ ولاهوت اليهودية الحاخامية (يعمل على تاريخ اليهودية القديمة والمسيحية المبكرة، 15)، بريل، ليدن 1978، ISBN 90-04-05838-9 . ص 45-64.
- غونتر شتيمبرجر: جابن والشريعة . في: Biblische Theologie 3 (1988) الصفحات 163-174.

## روابط إنترنت
- Alexander Dubrau: Jabne / Jabneel. In: Michaela Bauks, Klaus Koenen, Stefan Alkier (Hrsg.): Das wissenschaftliche Bibellexikon im Internet (WiBiLex), Stuttgart 1. Januar 2009.

## حواشي
1. ↑  Die Heilige Schrift. Einheitsübersetzung. Stuttgart: Katholisches Bibelwerk. 1981. ص. 1819.
2. ↑  "مقدمه". www.difa3iat.com. مؤرشف من الأصل في 2024-04-19. اطلع عليه بتاريخ 2024-04-19.
3. ↑  Kohelet. ص. 149.
4. ↑  Kohelet. ص. 161.
5. ↑  Kohelet. ص. 162.
6. ↑  Die sogenannte Synode von Jabne. ص. 59.
7. ↑  Die sogenannte Synode von Jabne. ص. 60.
8. ↑  Die sogenannte Synode von Jabne. ص. 57.
9. 1 2  Die sogenannte Synode von Jabne. ص. 62.
10. ↑  Der jüdische Gottesdienst in seiner geschichtlichen Entwicklung (ط. 3). Frankfurt/Main: J. Kauffmann Verlag. 1931. ص. 37.252–253.
11. ↑  Der jüdische Gottesdienst in seiner geschichtlichen Entwicklung (ط. 3). Frankfurt/Main: J. Kauffmann Verlag. 1931. ص. 36.
12. ↑  Birkat haMinim im Schmone-Esre-Text der Kairoer Geniza, 9. Jahrhundert
13. ↑  Frühjudentum und Urchristentum. ص. 270.